# Бібліотека українського мистецтва
Бібліотека українського мистецтва, або Exlibris Катерини Лебедєвої — онлайн-бібліотека, проект, заснований 5 червня 2014 року в Києві. На сьогодні це найвичерпніше в Інтернеті джерело інформації про історію українського мистецтва. Станом на серпень 2016 року на сайті зібрані біографії понад 270 художників.
Основний контент Бібліотеки українського мистецтва складається з електронних копій книг про українських художників та українське мистецтво, виданих протягом XX століття в Україні та за кордоном.  На сайті також є розділи Журнали, Статті, Ексклюзив, Дитячі книги з ілюстраціями українських художників. Проект має й англомовну версію.
Кількість відвідувачів сайту за 24 місяці, які пройшли з моменту заснування, склала понад 90000 осіб (станом на липень 2016 року). Переважно це українці; є користувачі з США, Канади, країн Європи (Польща, Німеччина, Нідерланди), Росії, Китаю, країн Південно-Східної Азії. Переважно це молоді люди (25-34 років – в Україні, 35-65 років – за кордоном). Кожен відвідувач, в середньому, проводить на сайті близько 5 хвилин та переглядає 3-4 сторінки.  Чоловіки складають майже 70% відвідувачів.

## Проекти
У 2016 році Бібліотека українського мистецтва дебютувала у видавничій справі, здійснивши перевидання книги 1921 року —  Я. Вільшенко Чорнокнижник з Чорногори з ілюстраціями художника Антіна Манастирського.
2017 року БУМ здійснила два книжкові релізи. Перший — фотокнига Яблонської-Уден Софії. Книга видана української та англійською мовами; вперше презентує Яблонську як фотографа.
Другий —  альбом українського наїву «Бог зна» невідомого художника XX сторіччя на прізвище Міщенко. Основою видання стали два альбоми стандартного формату А4, знайдені Катериною Лебедєвою на антикварному базарі у Києві. Малюнки у першому альбому датовані 1954 роком і фактично кожен з них підписаний —  прізвищем Міщенко. У другому альбомі немає ані підписів, ані дат; лише сам альбом датований 1963 роком. Мета видання — дати можливість зацікавленим читачам ознайомитися з унікальною пам'яткою української культури. Фактично, "Бог зна" Міщенка — це музейний експонат, розтиражований у кількості 100 екземплярів.